# Принцеса Пін'ян
Принцеса Пін'ян (кит.: 平阳公主; піньїнь: Píngyáng Gōngzhǔ), офіційно принцеса Чжао Пін'ян (кит.: 平陽昭公主, 590-ті — 623) — китайська принцеса, дочка Лі Юаня (згодом інтронованого як імператор Гаодзу), імператора-засновника династії Тан. Вона допомогла батькові захопити владу, організувавши «армію леді», якою командувала як воєначальник.

## Біографія
Пін'ян була третьою дочкою Лі Юаня, гуна (на кшталт герцога) Танського, спадкового аристократа. Це була його третя дочка, але єдина дочка його дружини герцогині Ду, яка також народила чотирьох синів — Лі Цзяньченя, Лі Шиміня (пізніше імператор Тайдзун), Лі Сюаньба та Лі Юаньцзи. Лі Юань видав її заміж за Чай Шао, сина Чай Шеня (柴 慎), гуна Чжулу, який керував вартою храму Сунь.
Лі Юань був генералом, відповідальним за провінції Тайюань. У 617 році він повстав проти імператора Ян Гуана, який раніше наказав ув'язнити Лі Юаня. Він відправив посланців до столиці Чан'ань до своєї дочки і зятя, щоб вони приїхали в Тайюань. Проте Пін'ян не встигла втекти і змушена була переховуватися.
Але потім Пін'ян найняла кілька сотень селян, організувавши армію, яка відома в історіографії як «армія леді». Вона послала свого слугу Ма Санбао до повстанського лідера Ге Панрена, щоб переконати його приєднатися до неї. Потім вона також об'єднала інших лідерів повстанців Лі Чжунвена, Сян Шаньчжи і Цю Шилі. Вона зібрала армію з 70 000 осіб, та захопила декілька сусідніх міст. 
Наприкінці 617 року Лі Юань переправився через Жовту річку в регіон Чан'ань і відправив Чай Шао на зустріч з нею. У 618 році Лі Юань захопив столицю Чан'ань та змусив останнього імператора династії Суй Ян Ю зректися трону.
У 623 році принцеса Пін'ян померла. Імператор Гаодзу наказав організувати їй похоронну церемонію, гідну для вищого генерала. Коли чиновники Міністерства обрядів стали заперечувати проти присутності музикантів, заявляючи, що жіночі похорони не повинні мати оркестрів, імператор відповів: «Як відомо, принцеса зібрала армію, яка допомогла нам скинути династію Суй. Вона брала участь у багатьох битвах, і її допомога була вирішальною у заснуванні династії Тан … Вона не була звичайною жінкою». 

## Сім'я
Принцеса Пін'ян та її чоловік Чай Шао мали двох синів:
- Чай Чжевей, гун Цяо
- Чай Лінгу (помер 653 року), гун Сян'ян, одружився з дочкою імператора Тай-цзуна принцесою Балін